# Hans-Georg Aschenbach
Hans-Georg Aschenbach (ur. 20 października 1951 w Brotterode) – niemiecki skoczek narciarski, reprezentant Niemieckiej Republiki Demokratycznej, złoty medalista olimpijski, dwukrotny mistrz świata, mistrz świata w lotach narciarskich, zwycięzca Turnieju Czterech Skoczni, zdobywca Pucharu KOP oraz dwukrotny triumfator Pucharu Przyjaźni.

## Kariera
W międzynarodowych zawodach zadebiutował 29 grudnia 1971 roku w Innsbrucku podczas zawodów FIS, jednak zajął 35. miejsce. 2 stycznia 1972 w Oberstdorfie był 10, a 6 stycznia 1972 w Bischofshofen zajął pierwsze w karierze miejsce w pierwszej szóstce. Cały Turniej Czterech Skoczni 1971/1972 zakończył na siódmym miejscu. 30 grudnia 1972 roku w Oberstdorfie zajął drugą pozycję.
W 1973 roku zdobył złoty medal na mistrzostwach świata w lotach narciarskich w Oberstdorfie. Był to jego jedyny start na mistrzostwach świata w lotach. 3 stycznia 1973 w Innsbrucku zajął trzecie miejsce w trzecim konkursie Turnieju Czterech Skoczni. Trzy dni później w Bischofshofen ponownie był trzeci, dzięki czemu cały turniej zakończył na drugim miejscu, przegrywając tylko ze swoim rodakiem Rainerem Schmidtem. 30 grudnia 1973 w Oberstdorfie wygrał pierwszy konkurs TCS 1973/1974. 1 stycznia 1974 w Ga–Pa przegrał jedynie z Walterem Steinerem ze Szwajcarii i zajął drugie miejsce. 3 stycznia 1974 roku w Innsbrucku wygrał, a 5 stycznia 1974 w Bischofshofen był trzeci, w efekcie triumfował w klasyfikacji generalnej tej edycji Turnieju.
W 1974 roku na mistrzostwach świata w Falun został podwójnym złotym medalistą (na skoczni dużej i skoczni średniej). Dzięki temu wygrał plebiscyt na najlepszego sportowca NRD w roku 1974. Wziął także udział w igrzyskach olimpijskich w Innsbrucku w 1976 roku, gdzie zwyciężył na normalnym obiekcie. Na tych samych igrzyskach zajął także ósme miejsce na skoczni dużej. Cztery lata wcześniej, podczas igrzysk w Sapporo Aschenbach wystartował w konkursie na skoczni normalnej zajmując 31. miejsce.
W 1974 i 1975 zwyciężał w Pucharze Przyjaźni.
Po igrzyskach w 1976 roku postanowił zakończyć karierę.

## Igrzyska olimpijskie
| Miejsce | Dzień     | Rok  | Miejscowość | Konkurs                         | Wynik     | Strata   | Zwycięzca    |
| ------- | --------- | ---- | ----------- | ------------------------------- | --------- | -------- | ------------ |
| 31.     | 6 lutego  | 1972 | Sapporo     | Skocznia normalna indywidualnie | 198,5 pkt | 45,7 pkt | Yukio Kasaya |
| 1.      | 7 lutego  | 1976 | Innsbruck   | Skocznia normalna indywidualnie | 252,0 pkt | -        | -            |
| 8.      | 15 lutego | 1976 | Innsbruck   | Skocznia duża indywidualnie     | 212,1 pkt | 22,7 pkt | Karl Schnabl |

## Mistrzostwa świata
| Miejsce | Dzień     | Rok  | Miejscowość | Konkurs                         | Wynik     | Strata | Zwycięzca |
| ------- | --------- | ---- | ----------- | ------------------------------- | --------- | ------ | --------- |
| 1.      | 16 lutego | 1974 | Falun       | Skocznia normalna indywidualnie | 258,9 pkt | -      | -         |
| 1.      | 23 lutego | 1974 | Falun       | Skocznia duża indywidualnie     | 240,4 pkt | -      | -         |

## Mistrzostwa świata w lotach
| Miejsce | Dzień    | Rok  | Miejscowość | Konkurs            | Wynik     | Strata | Zwycięzca |
| ------- | -------- | ---- | ----------- | ------------------ | --------- | ------ | --------- |
| 1.      | 10 marca | 1973 | Oberstdorf  | Loty indywidualnie | 418,5 pkt | -      | -         |